# 灰黃黴素
灰黃黴素（INN:griseofulvin）是一種抗真菌藥，用於治療多種皮癬菌病。包括指甲和頭皮的真菌感染，以及以其他抗真菌乳膏治療無效的皮膚感染。此藥物經由口服方式給藥。
使用此藥物的副作用有過敏反應、噁心、腹瀉、頭痛、睡眠障礙和疲勞感。有肝衰竭或紫質症的患者不建議使用。灰黃黴素透過干擾真菌的有絲分裂而發揮作用。
科學家於1939年自土壤中的灰黃青黴菌成功分離出灰黃黴素。它已列於世界衛生組織基本藥物標準清單之中。

## 醫療用途
灰黃黴素經口服給藥，用於治療皮膚癬菌病，局部外用於患部無效。通常是使用乳膏等局部外用治療無效的情況時才會改用灰黃黴素。
在治療毛癬菌屬引起的頭皮感染方面，使用特比萘芬只需2至4週療程，便能達到與使用灰黃黴素6至8週療程相當的療效。然而，若感染源為小孢癬菌屬，則灰黃黴素的療效明顯優於特比萘芬的。

## 特定群體

### 懷孕
個體於懷孕期間或懷孕之前的幾個月使用可能會對胎兒造成傷害。

### 母乳哺育
關於哺乳期婦女使用此藥物對嬰兒之影響，現階段尚無足夠研究數據。因此，建議於哺乳期間服用此藥物前，透過諮詢以審慎評估其可能效益與風險。

## 禁忌症
此藥物禁忌用於患有紫質症、肝衰竭，以及對灰黃黴素有過敏史的患者。

## 交互作用
- 藥物交互作用：已知有270種藥物會與灰黴素產生交互作用。在這些藥物交互作用中，13種為嚴重，238種為中等程度，19種為輕微。[12]
- 飲食：隨高脂食物服用灰黴素，可增加服用者體內吸收。酒精與灰黴素合用可能引發潮紅和心率過快，在灰黴素治療期間，應避免飲酒。[12]
- 疾病：灰黴素有3種疾病交互作用，包括紫質症、肝衰竭及全身性紅斑狼瘡。[12]

## 藥理學

### 藥效動力學
此藥物與真菌的微管蛋白結合，而干擾其微管功能，達到抑制有絲分裂的目的。它與角蛋白前體細胞中的角蛋白結合，使其對真菌感染產生抵抗力。藥物僅在毛髮或皮膚被角蛋白-灰黃黴素複合物取代時，才會到達其作用部位。然後，灰黃黴素通過能量依賴性轉運過程進入皮膚癬菌，並與真菌微管結合，而改變有絲分裂過程，影響真菌細胞壁生成。

## 生物合成
灰黃黴素是通過發酵灰黃青黴菌屬來進行大量生產。
首先是灰黃青黴菌屬利用聚酮化合物合成酶（PKS）合成14碳聚酮鏈。接著，此鏈經環化和芳香化形成二苯基甲酮中間體，再經兩次甲基化生成灰黃酮C。灰黃酮C經鹵化、酚氧化和自由基偶聯，最終形成灰黃黴素。

## 毒理學

### 小鼠試驗
研究人員Yokoo等人於1979年發現灰黃黴素會改變小鼠的膽汁代謝。具體來說，研究發現灰黴素會影響小鼠膽汁的組成和流動，而可能導致以下結果：
- 膽汁酸代謝改變
- 膽汁流動受阻

因此會對肝臟功能發生影響。由於膽汁在脂肪消化和毒素排除中有重要作用，膽汁代謝的改變可能導致肝臟功能受到影響，例如脂肪代謝紊亂或毒素累積。
因此長期或高劑量使用灰黴素可能會對小鼠的肝臟產生毒性，及可能導致肝細胞損傷、肝臟炎症或肝臟纖維化。
同一個團隊在Yokoo等人（1982年）和Tsunoo等人（1987年）的研究中，發現一種化學上不相關的物質，3,5-二乙氧基羰基-1,4-二氫可力丁，對小鼠也會產生類似的影響。
由於動物實驗顯示灰黃黴素可能引發肝臟和甲狀腺腫瘤。個體與用藥之前應與醫師進行充分討論，以評估是否適合使用。